# Švédsko na Letních olympijských hrách 2004
Švédsko na Letních olympijských hrách 2004 v Athénách reprezentovalo 115 sportovců, z toho 62 mužů a 53 žen. Nejmladším účastníkem byla Veronica Wagner (17 let, 40 dní), nejstarší pak Louise Nathhorst (49 let, 148 dní) . Reprezentanti vybojovali 7 medailí z toho 4 zlaté, 2 stříbrné a 1 bronzovou.

## Medailisté
| Medaile | Jméno                                                                        | Sport      | Disciplína                      |
| ------- | ---------------------------------------------------------------------------- | ---------- | ------------------------------- |
| Zlato   | Stefan Holm                                                                  | Atletika   | Muži skok do výšky              |
| Zlato   | Christian Olsson                                                             | Atletika   | Muži trojskok                   |
| Zlato   | Carolina Klüftová                                                            | Atletika   | Ženy sedmiboj                   |
| Zlato   | Henrik Nilsson Markus Oscarsson                                              | Kanoistika | Muži K-2 1000 m                 |
| Stříbro | Malin Baryard-Johnsson Rolf-Göran Bengtsson Peter Eriksson Peder Fredericson | Jezdectví  | Družstvo mužů parkurové skákání |
| Stříbro | Ara Abra'amjan                                                               | Zápas      | Muži řecko-římský do 84 kg      |
| Bronz   | Therese Torgersson Vendela Zachrisson                                        | Jachting   | Žena třída 470 class            |